# When Harry Met Sally...
When Harry Met Sally... (tạm dịch: Khi Harry gặp Sally...) là một bộ phim hài kịch lãng mạn của Hoa Kỳ năm 1989 do Nora Ephron viết kịch bản và Rob Reiner đạo diễn. Phim xoay quanh câu chuyện của hai nhân vật Harry (Billy Crystal) và Sally (Meg Ryan) từ lần gặp mặt đầu tiên của họ trong chuyến đi dọc đất nước cho đến mối quan hệ tình cảm giữa hai người 12 năm sau đó ở New York. Phim đặt nên câu hỏi "Liệu phụ nữ và đàn ông có thể chỉ là bạn bè?" và đề cập đến nhiều ý tưởng về mối quan hệ tình cảm quen thuộc trong đời sống.
Phim bắt nguồn từ lúc Reiner trở lại cuộc sống độc thân sau khi ly hôn, tạo nên nền tảng cho nhân vật Harry, trong khi Sally dựa trên Ephron và một vài người bạn của bà ngoài đời thực. Crystal bắt tay vào dự án và có đóng góp vào phần kịch bản, mang tính hài hước cho nhân vật Harry. Ephron dựng nên cấu trúc cho bộ phim, với lời thoại dựa trên tình bạn ngoài đời giữa Reiner và Crystal. Nhạc phim chứa nhiều bản nhạc do Harry Connick, Jr. trình bày, với ban nhạc và dàn hòa tấu được Marc Shaiman điều khiển, giúp Connick giành giải Grammy cho "Trình diễn giọng nam jazz xuất sắc nhất".
Columbia Pictures phát hành bộ phim thông qua kỹ thuật "nền tảng"—hãng công bố phim tại nhiều thành phố chọn lọc, sau đó tạo nên sức hút bằng những lời truyền miệng và sau cùng ra mắt mở rộng trong nhiều tuần. When Harry Met Sally... đạt doanh thu 92.8 triệu đô-la Mỹ tại khu vực Bắc Mỹ. Ephron nhận một giải BAFTA, một đề cử giải Oscar và một giải Nghiệp đoàn tác giả Hoa Kỳ cho kịch bản của bà. Phim nằm trong danh sách 100 phim hài của Viện phim Mỹ và danh sách "100 phim hài hước nhất" của Bravo's. Entertainment Weekly liệt bộ phim này vào danh sách "10 bộ phim lãng mạn hay nhất mọi thời đại".
Bộ phim được cho là nguồn cảm hứng với nhiều bộ phim lãng mạn hài hước khác và cũng giúp truyền bá nhiều ý tưởng về mối quan hệ tình cảm quen thuộc trong đời sống.

## Nội dung
Năm 1977, Harry Burns (Billy Crystal) và Sally Albright (Meg Ryan) tốt nghiệp từ Đại học Chicago và dùng chung xe đến thành phố New York, nơi Sally theo học trường báo chí và Harry xây dựng sự nghiệp. Harry đang hẹn hò với cô bạn của Sally, Amanda (Michelle Nicastro). Trong chuyến hành trình dài 18 tiếng, hai người tranh luận về mối quan hệ giữa nam giới và nữ giới. Theo Harry: "Đàn ông và đàn bà không bao giờ có thể trở thành bạn bè vì vấn đề tình dục luôn xen vào giữa mối quan hệ của họ". Sally không đồng ý, khẳng định hai phái hoàn toàn có thể trở thành bạn bè mà không dính dáng đến chuyện tình dục. Trong lúc dừng lại ăn tối, Sally bực tức khi Harry bảo rằng cô hấp dẫn; cô cáo buộc anh đang tán tỉnh cô. Tại New York, hai người chia tay trong gượng gạo.
Năm năm sau, Harry và Sally tình cờ đi cùng một chuyến bay. Sally lúc này đang hẹn hò với một người đàn ông tên Joe (Steven Ford)—người ở cùng nhà với Harry trước đây—và Harry đang đính hôn với một người phụ nữ tên Helen, khiến Sally bất ngờ. Trong lần nói chuyện thứ hai, Harry thay đổi quan điểm về quan hệ nam nữ, anh đề nghị được kết bạn với Sally nhưng cô tỏ ra thờ ơ và họ lại chia tay mà không hẹn ngày gặp lại. Cả hai gặp lại tại một hiệu sách ở New York vào 5 năm sau đó. Họ cùng uống cà phê và kể về những mối tình trước đây; Sally đã chia tay Joe vì cô muốn một gia đình nhưng anh ta không muốn kết hôn; và cuộc tình của Harry và Helen kết thúc khi cô yêu một người đàn ông khác. Hai người đi dạo và quyết định làm bạn. Họ trò chuyện qua điện thoại suốt đêm khuya, đi ăn tối và thường xuyên ở bên nhau. Trải nghiệm hẹn hò của họ tiếp tục cho thấy sự khác biệt giữa tình yêu và tình dục của cả hai.
Trong bữa tiệc cuối năm, họ thực sự bị hấp dẫn lẫn nhau. Dù cố giữ tình bạn, họ vẫn giới thiệu cho đối phương người bạn thân nhất, Marie (Carrie Fisher) và Jess (Bruno Kirby). Khi 4 người đến một nhà hàng, Marie và Jess lại vô cùng ăn ý; sau cùng họ đính hôn với nhau. Một đêm nọ, Sally òa khóc khi gọi điện cho Harry và kể về người bạn trai cũ của cô sắp lấy vợ. Harry chạy đến căn hộ của cô để an ủi và cả hai vô tình ngủ với nhau để rồi thức dậy sáng hôm sau với tâm trạng bối rối. Sự kiện này khiến quan hệ tốt đẹp giữa Harry và Sally trở nên căng thẳng. 3 tuần sau, cả hai cãi nhau rất lớn trong đám cưới của Jess và Marie. Sau đó, Harry liên tục hàn gắn tình bạn nhưng cô cảm thấy họ không thể làm bạn được nữa. Tại bữa tiệc năm mới, Sally lạc lõng khi không có Harry bên cạnh. Harry thì lang thang một mình trên những con phố. Khi Sally quyết định rời bữa tiệc, Harry xuất hiện và nói thật với Sally rằng anh yêu cô và cả những thói quen kì quặc của cô. Họ làm lành và kết hôn 3 tháng sau đó.
Xen giữa phim là những đoạn trò chuyện ngắn của các cặp vợ chồng già về việc làm thế nào họ đến được với nhau. Phim kết thúc bằng cuộc trò chuyện của Harry và Sally, trong đó hai người nói rằng họ chỉ cần 3 tháng để làm đám cưới, nhưng đó là ba tháng cho 12 năm chờ đợi.

## Diễn viên
- Billy Crystal vai Harry Burns
- Meg Ryan vai Sally Albright
- Carrie Fisher vai Marie
- Bruno Kirby vai Jess
- Steven Ford vai Joe
- Lisa Jane Persky vai Alice
- Michelle Nicastro vai Amanda Reese
- Kevin Rooney vai Ira Stone
- Harley Kozak vai Helen Hillson
- Franc Luz vai Julian
- Tracy Reiner vai Emily
- Estelle Reiner vai Older Woman Customer

## Sản xuất
Năm 1984, đạo diễn Rob Reiner, nhà sản xuất Andy Scheinman và biên kịch Nora Ephron bắt đầu bàn về một bộ phim chung của ba người. Reiner nảy ra một ý tưởng nhưng Ephron từ chối. Cuộc gặp gỡ thứ hai biến thành một buổi thảo luận dài hơi về đời sống độc thân của Reiner và Scheinman. Reiner nhớ lại: "Tôi lúc này đang sống độc thân sau khi ly dị được một thời gian ngắn và trải qua những mối quan hệ tình cảm tồi tệ". Lần gặp kế đến, Reiner nói rằng ông muốn làm một bộ phim về hai người muốn trở thành bạn bè mà không dính dáng đến tình dục vì sợ làm hỏng mối quan hệ để rồi cuối cùng họ lại ngủ với nhau. Ephron cảm thấy thích ý tưởng này và Reiner yêu cầu một bản hợp đồng tại xưởng phim.
Bà sau đó phỏng vấn Reiner và Scheinman về cuộc sống của họ để lấy tư liệu viết kịch bản. Những buổi phỏng vấn cũng là nền tảng cho nhân vật Harry. Reiner liên tục chán nản, bi quan nhưng rất hài hước. Ephron cũng gặp nhiều khó khăn với lời thoại trong buổi phỏng vấn. Sally dựa trên hình tượng của Ephron và một vài người bạn của bà. Bà viết nhiều bản nháp trong nhiều năm trong khi Reiner thực hiện Stand By Me và The Princess Bride. Billy Crystal tham gia khi dự án này mang tên Boy Meets Girl và có đóng góp riêng đến kịch bản, khiến nhân vật Harry hài hước hơn. Crystal cũng từng có "trải nghiệm gián tiếp" với cuộc sống độc thân sau khi ly hôn diễn viên hài và nhà làm phim Penny Marshall và nghiên cứu cho vai Harry.
Trong quá trình viết kịch bản, Ephron tham khảo cả ý kiến những nhân viên trong công ty sản xuất phim. Một vài buổi phỏng vấn xuất hiện trong bộ phim như những đoạn trò chuyện ngắn giữa các đôi vợ chồng về việc làm thế nào họ đến được với nhau, dù đã được viết lại và quay với các diễn viên. Ephron đưa vào cấu trúc phim nhiều lời thoại dựa trên tình bạn ngoài đời của Reiner và Crystal. Ví dụ như cảnh Sally và Harry trò chuyện điện thoại ở hai nửa màn ảnh, cùng nhau xem truyền hình, là điều mà Crystal và Reiner làm mỗi đêm.

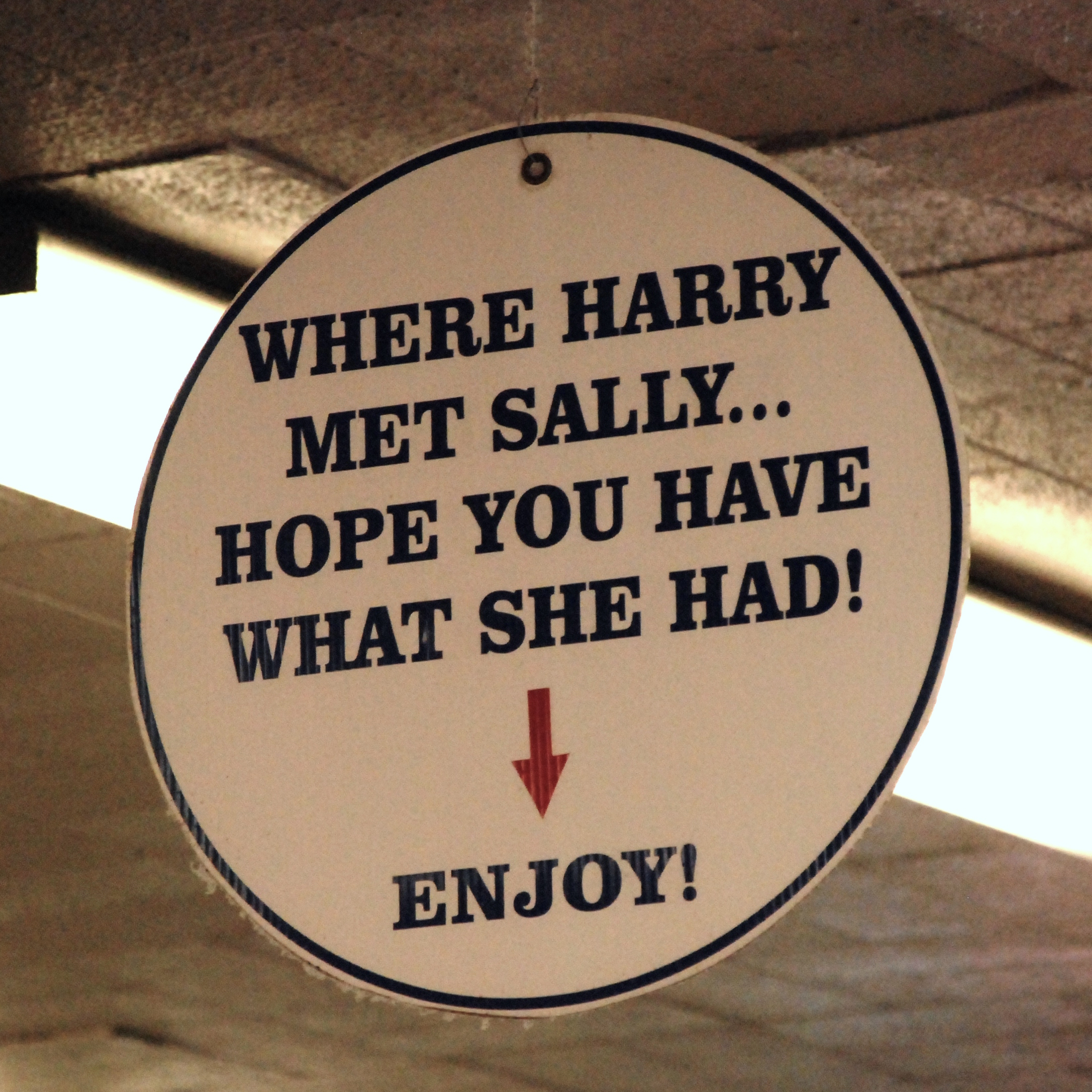
Tấm biển treo ở chiếc bàn diễn ra cảnh phim nổi tiếng tại nhà hàng Katz's Deli vẫn còn xuất hiện đến ngày nay.

Lúc đầu, Ephron muốn gọi bộ phim này là How They Met và tiếp tục chuyển sang nhiều tựa đề khác. Reiner còn tổ chức một cuộc thi trong đoàn làm phim trong thời gian ghi hình—ai nghĩ ra cái tên hay nhất sẽ giành một hộp rượu champagne. Để nhập vai Harry trong tình trạng cô độc sau khi ly hôn, Crystal ở trong một phòng riêng, ngăn cách với cả đoàn làm phim trong suốt thời gian quay ở Manhattan. Kịch bản dự định kết thúc với việc Harry và Sally chỉ giữ tình bạn mà không tiến xa hơn thành tình yêu, vì Ephron và Reiner cảm thấy đó mới là "cái kết đúng nghĩa". Sau cùng, Ephron và Reiner nhận ra sẽ phù hợp hơn nếu để họ lấy nhau, dù không được thực tế. Khi đề cập đến câu hỏi trọng tâm của bộ phim, "Liệu phụ nữ và đàn ông có thể chỉ là bạn bè?", Ryan trả lời, "Có chứ, phụ nữ và đàn ông có thể chỉ là bạn bè. Tôi có nhiều người bạn là nam và tình dục không ảnh hưởng gì cả." Crystal nói, "Tôi có đôi chút lạc quan hơn Harry. Nhưng tôi nghĩ chuyện này rất khó."
Trong một cảnh khi hai nhân vật ăn trưa tại Katz's Delicatessen, Manhattan, họ tranh cãi liệu một người đàn ông có thể nhận ra khi một người phụ nữ đang giả vờ đạt cực khoái hay không. Sally khẳng định đàn ông không thể biết và chứng minh khi giả vờ đạt cực khoái ngay giữa nhà hàng đông người. Cảnh phim kết thúc khi Sally thản nhiên tiếp tục ăn, khiến một người phụ nữ ngồi cạnh bên (do mẹ của Reiner, Estelle Reiner thủ vai) đã đề nghị người hầu bàn: "Cho tôi một suất giống cô ấy" (Nguyên văn: "I'll have what she's having"). Khi Estelle Reiner qua đời vào năm 2008, The New York Times gọi bà là người phụ nữ "mang đến một trong những lời thoại hài hước dễ nhớ nhất lịch sử điện ảnh". Viện phim Mỹ bình chọn câu thoại này, xếp thứ 33 trong số 100 câu thoại đáng nhớ từ các bộ phim Mỹ mọi thời đại. Cảnh này được quay lại nhiều lần và Ryan phải diễn đạt cực khoái trong nhiều tiếng đồng hồ liền. Nhà hàng Katz's Deli vẫn còn đặt một tấm biển trên chiếc bàn này, ghi rằng "Nơi Harry gặp Sally... Chúc bạn sẽ có những gì cô ấy đạt được!".

## Nhạc phim
Hãng Columbia Records phát hành album nhạc phim vào tháng 7 năm 1989 với âm hưởng chủ đạo là nhạc jazz. Nghệ sĩ trình bày chính là Harry Connick, Jr. cùng ban nhạc, nhạc đệm được soạn bởi Marc Shaiman. Khi Reiner nghe đoạn băng do Colomby gửi, ông bị thu hút bởi giọng hát của Connick và cho rằng rất giống với giọng của Frank Sinatra hồi trẻ. Phần trình diễn của Connick giúp ông giành giải Grammy đầu tiên cho "Trình diễn giọng nam jazz hay nhất". Connick cũng lưu diễn tại Bắc Mỹ để quảng bá album này.
| STT | Nhan đề                          | Nhạc sĩ                                                | Thời lượng |
| --- | -------------------------------- | ------------------------------------------------------ | ---------- |
| 1.  | "It Had to Be You"               | Isham Jones, Gus Kahn                                  | 2:41       |
| 2.  | "Our Love Is Here to Stay"       | George Gershwin, Ira Gershwin                          | 4:13       |
| 3.  | "Stompin' at the Savoy"          | Benny Goodman, Chick Webb, Edgar Sampson và Andy Razaf | 4:17       |
| 4.  | "But Not for Me"                 | George Gershwin, Ira Gershwin                          | 4:34       |
| 5.  | "Winter Wonderland"              | Felix Bernard, Dick Smith                              | 3:04       |
| 6.  | "Don't Get Around Much Anymore"  | Duke Ellington, Bob Russell                            | 4:24       |
| 7.  | "Autumn in New York"             | Vernon Duke                                            | 2:50       |
| 8.  | "I Could Write a Book"           | Lorenz Hart, Richard Rodgers                           | 2:30       |
| 9.  | "Let's Call the Whole Thing Off" | George Gershwin, Ira Gershwin                          | 4:13       |
| 10. | "It Had to Be You"               | George Gershwin, Ira Gershwin                          | 1:44       |
| 11. | "Where or When"                  | Lorenz Hart, Richard Rodgers                           | 3:52       |

### Xếp hạng
| Bảng xếp hạng (1989)              | Thứ hạng cao nhất |
| --------------------------------- | ----------------- |
| Album Hoa Kỳ Top Jazz (Billboard) | 1                 |
| Album Hoa Kỳ Billboard 200        | 42                |

### Chứng nhận doanh số
| Quốc gia                                                                           | Chứng nhận  | Số đơn vị/doanh số chứng nhận |
| ---------------------------------------------------------------------------------- | ----------- | ----------------------------- |
| Canada (Music Canada)                                                              | Vàng        | 50.000^                       |
| Hoa Kỳ (RIAA)                                                                      | 2× Bạch kim | 2.000.000^                    |
| * Chứng nhận dựa theo doanh số tiêu thụ. ^ Chứng nhận dựa theo doanh số nhập hàng. |             |                               |

## Phát hành
Columbia Pictures phát hành bộ phim thông qua kỹ thuật "nền tảng"—hãng công bố phim tại nhiều thành phố chọn lọc, sau đó tạo nên sức hút bằng những lời truyền miệng và sau cùng ra mắt mở rộng trong nhiều tuần. Trong tuần đầu tiên phát hành, bộ phim thu về 1 triệu đô-la Mỹ tiền vé trên tổng số 41 rạp. Billy Crystal lo rằng phim có thể sẽ thất bại về doanh thu khi phải đối mặt với nhiều phim bom tấn mùa hè năm đó như Indiana Jones and the Last Crusade hay Người dơi. Bộ phim bắt đầu chiếu rộng rãi trên 775 rạp từ ngày 21 tháng 7 năm 1989 và thu về ở tuần đầu tiên 8.8 triệu đô-la Mỹ. Phim sau đó mở rộng đến 1.147 rạp chiếu và đạt tổng doanh thu 92.8 triệu đô-la Mỹ tính riêng ở khu vực Bắc Mỹ, so với khoản đầu tư 16 triệu đô-la Mỹ cho phim.
When Harry Met Sally... lần đầu ra mắt dưới định dạng VHS vào cuối năm 1989, vài tháng sau khi công chiếu ở rạp. Phim tái phát hành trên VHS vào năm 1994 như là một phần trong bộ sưu tập của Billy Crystal và năm 1997 trong phiên bản Contemporary Classics. Phim phát hành dưới dạng DVD vào ngày 9 tháng 1 năm 2001. DVD bao gồm bộ phim, phần bình luận của Reiner, phóng sự dài 35 phút về việc thực hiện bộ phim ("Making Of", có cả các cuộc phỏng vấn ngắn với Reiner, Ephron, Ryan và Crystal), một số cảnh bị cắt khỏi bản phát hành ngoài rạp và một clip bài hát "It Had To Be You" do Harry Connick, Jr. biểu diễn. Ngày 15 tháng 1 năm 2008, một DVD đặc biệt cho người sưu tầm được phát hành với phần bình luận mới của Reiner, Ephron, Crystal, 8 cảnh bị cắt, 8 đoạn phim ngắn (featurette) chưa từng được phát hành (gồm It All Started Like This, Stories Of Love, When Rob Met Billy, Billy On Harry, I Love New York, What Harry Meeting Sally Meant, So Can Men And Women Really Be Friends?) và đoạn phim quảng cáo gốc. Trên định dạng Blu-ray phát hành ngày 5 tháng 7 năm 2011 còn có chứa những đoạn phim đặc biệt từ lần ra mắt DVD 2008.

### Đánh giá chuyên môn
Các đánh giá đến When Harry Met Sally... đa phần là tích cực. Phim giành được tỉ lệ 90% tích cực trên Rotten Tomatoes, với lời tổng kết: "Bộ phim hài hước, cảm động của Rob Reiner đã nâng cao tiêu chuẩn cho thể loại hài kịch lãng mạn và thừa hưởng từ sự tương tác ăn ý giữa Billy Crystal và Meg Ryan". Trên Metacritic, bộ phim đạt 76 trên 100 điểm, dựa trên 17 bài nhận xét.
Nhà phê bình phim hàng đầu Roger Ebert đã nhận xét Reiner là "một trong những đạo diễn phim hài xuất sắc nhất Hollywood" và rằng bộ phim "ngoài cấu trúc chuẩn mực theo đúng như mong đợi, còn trở nên đặc biệt nhờ sự phối hợp diễn xuất giữa Crystal và Ryan. Còn trên báo The New York Times, Caryn James lại cho rằng When Harry Met Sally... đã "lãng mạn hóa cuộc sống của những người New York thông minh, thành đạt nhưng đầu óc luôn căng thẳng", James cũng đánh giá đây là một "phiên bản hài kịch tình huống của Woody Allen, với đầy các câu thoại và cảnh phim hài hước, nhưng cũng làm người xem không thoải mái vì cảm giác có thể đoán trước được kết cục".
Bài phê bình của Rita Kempley trên Washington Post thì ca ngợi Meg Ryan là "Melanie Griffith của mùa hè – một cô nàng tóc vàng đáng yêu cuối cùng cũng có cơ hội để bộc lộ sự cởi mở của mình. Mike Clark trên tờ USA Today đã chấm cho phim 3 trên 4 sao với nhận xét: "Crystal đủ hài hước để được khen ngợi bên cạnh diễn xuất của Ryan. Còn về Meg Ryan thì đây thực sự là vai diễn đột phá của cô, nó một lần nữa chứng tỏ con mắt tinh tế của Reiner trong việc chọn diễn viên". Một trong số các nhận xét tồi hiếm hoi về When Harry Met Sally... là của David Ansen trên Newsweek, ông cho rằng "không ngạc nhiên khi thấy Crystal nắm bắt rất tốt bộ phim hài này, tuy nhiên anh ta tỏ ra quá lạnh và thu mình cho một vai diễn lãng mạn như Harry", David cũng đánh giá bộ phim "có nhiều đoạn xuất sắc nhưng lại không được ghép nối tốt".

## Di sản
- Danh sách 100 phim tình cảm[34] – #25
- Danh sách 100 ca khúc trong phim[35]
  - "It Had to Be You" – #60
- Danh sách 100 câu thoại đáng nhớ trong phim:[36]
  - "I'll have what she's having" – #33
- Danh sách 100 phim hay nhất (phiên bản kỷ niệm 10 năm) – đề cử[37]
- Danh sách 10 phim hay nhất thuộc 10 thể loại – #6 thể loại lãng mạn hài hước[38]

Viện phim Mỹ
Trong nhiều năm, When Harry Met Sally... đã trở thành "bộ phim tình cảm đương đại tinh túy vẫn sống cùng thời gian". Ephron chia sẻ mình vẫn nhận nhiều thư từ người hâm mộ bộ phim và "mọi người cứ liên tục kể với tôi rằng họ 'đang có một mối tình Harry-và-Sally với cô ấy hay anh ấy'." Phim nằm ở vị trí thứ 23 trong danh sách 100 phim hài của Viện phim Mỹ và danh sách "100 phim hài hước nhất" của Bravo's. Entertainment Weekly liệt bộ phim này vào danh sách "10 bộ phim lãng mạn hay nhất mọi thời đại", đạt hạng 75 tại danh sách "Phim hài hước nhất trong 25 năm qua" và thứ 3 trong danh sách "25 phim lãng mạn đương đại".
Bộ phim được cho là nguồn cảm hứng với nhiều bộ phim lãng mạn hài hước khác như A Lot Like Love, Hum Tum và Definitely, Maybe. Ngoài ra, bộ phim cũng giúp truyền bá nhiều ý tưởng về mối quan hệ tình cảm quen thuộc trong đời sống. Vào tháng 6 năm 2008, Viện phim Mỹ công bố danh sách "Ten top Ten"—liệt kê 10 phim Mỹ "kinh điển" hay nhất thuộc 10 thể loại khác nhau—sau khi khảo sát 1.500 người trong ban chọn lọc. When Harry Met Sally đạt hạng 6 trong thể loại phim hài hước lãng mạn. Phim cũng đứng ở vị trí thứ 15 trong danh sách "25 phim lãng mạn hài hước hay nhất" trên trang Rotten Tomatoes.
Nora Ephron đã giành nhiều đề cử và giải thưởng với kịch bản của When Harry Met Sally... Tại lễ trao giải Oscar lần thứ 62, bà được đề cử cho hạng mục "Kịch bản gốc hay nhất" nhưng thất bại trước Tom Schulman với kịch bản phim Dead Poets Society. Ephron chiến thắng giải giải thưởng của Viện Hàn lâm Nghệ thuật Điện ảnh và Truyền hình Anh quốc (BAFTA) cho "Kịch bản gốc hay nhất" vào năm 1990. Tại lễ trao giải Quả cầu vàng lần thứ 47, phim giành 5 đề cử cho "Phim ca nhạc hoặc hài kịch hay nhất", "Đạo diễn xuất sắc nhất" (cho Reiner), "Vai nam chính phim ca nhạc hoặc hài kịch xuất sắc nhất" (cho Billy Crystal), "Vai nữ chính phim ca nhạc hoặc hài kịch xuất sắc nhất" (cho Meg Ryan) và "Kịch bản xuất sắc nhất" (cho Nora Ephron).

### Chuyển thể khác
Đầu năm 2004, phim đã được chuyển thể thành vở kịch cùng tên và công chiếu tại Nhà hát Haymarket, hai người thủ vai Harry và Sally là Luke Perry và Alyson Hannigan, sau đó là Molly Ringwald và Michael Landes.
Cũng trong năm 2004, bộ phim đã được điện ảnh Ấn Độ làm lại với cái tên Hum Tum (tiếng Hindi: हम तुम). Với sự tham gia của hai ngôi sao Saif Ali Khan và Rani Mukerji, tác phẩm này được đánh giá là thành công khi giành nhiều giải thưởng quan trọng (Đạo diễn, Vai nữ chính, Vai nam chính) tại hai giải thưởng điện ảnh lớn của Ấn Độ là Giải thưởng Filmfare và Giải thưởng Điện ảnh Quốc gia (National Film Awards).